# Santiago Salcedo
Santiago Salcedo (* 6. září 1981, Asunción) je paraguayský fotbalista.

## Reprezentační kariéra
Santiago Salcedo odehrál za paraguayský národní tým v letech 2003-2012 celkem 4 reprezentační utkání.

## Statistiky
| Paraguay | Paraguay | Paraguay |
| Roky     | Zápasů   | Gólů     |
| -------- | -------- | -------- |
| 2003     | 1        | 0        |
| 2004     | 0        | 0        |
| 2005     | 2        | 0        |
| 2006     | 0        | 0        |
| 2007     | 0        | 0        |
| 2008     | 0        | 0        |
| 2009     | 0        | 0        |
| 2010     | 0        | 0        |
| 2011     | 0        | 0        |
| 2012     | 1        | 0        |
| Celkem   | 4        | 0        |